# Le Safari des Simpson
 (août 2022).
Si vous disposez d'ouvrages ou d'articles de référence ou si vous connaissez des sites web de qualité traitant du thème abordé ici, merci de compléter l'article en donnant les références utiles à sa vérifiabilité et en les liant à la section « Notes et références ».
Le Safari des Simpson (France) ou Les Simpson au Congo (Québec) (Simpsons Safari) est le 17e épisode de la saison 12 de la série télévisée d'animation Les Simpson.

## Synopsis
Homer, Bart et Lisa font les courses. Arrivés à la caisse, Homer maltraite l'un des remplisseurs de sacs après que ce dernier ait méticuleusement rangé les courses « par couleur et par ordre chronologique selon les dates de péremption ». D'autres clients font de même, provoquant une grève des remplisseurs de sacs à Springfield. Pendant ce temps, Marge et Maggie sont à l'hôpital car Maggie a avalé un exemplaire du magazine Time.
À la suite de la grève, la famille Simpson se retrouve sans nourriture. Petit Papa Noël se dirige alors vers le grenier et découvre une vieille boîte de biscuits en forme d'animaux. En les goûtant, Homer croque dans une girafe en or massif; celle-ci (parmi d'autres animaux en or) permet de gagner un voyage en Afrique. Cependant, la société qui les fabriquait refuse d'honorer le voyage, le concours ayant pris fin trente ans plus tôt. Elle décide finalement de l'offrir en guise de dédommagement après que la boîte blesse Homer à l'œil.
La famille atterrit en Tanzanie. Une fois sur place, leur guide local Kitenge leur fait découvrir des lieux tels que l'aire de conservation du Ngorongoro et les gorges d'Olduvaï. Homer remarque que l'odomètre de la Jeep de Kitenge a atteint 10 000 kilomètres et le prend en photo. Ils rencontrent ensuite un groupe de Maasaï. Lors d'une danse tribale, Homer réveille un hippopotame et le met en colère. Les Simpson arrivent à fuir en utilisant un bouclier comme radeau sur le Zambèze, et se dirigent malgré eux vers les chutes Victoria.
Ils atteignent le Kilimandjaro et découvrent un sanctuaire de chimpanzés tenu par le docteur Joan Bushwell, qui affirme mener des recherches sur leur comportement. Des braconniers arrivent alors pour capturer les chimpanzés. La famille Simpson essaie de les en empêcher, mais découvre qu'il s'agit d'activistes de Greenpeace. L'un d'eux affirme que Bushwell exploite les chimpanzés dans une mine de diamants, ce qu'il prouve en dévoilant une entrée de mine d'où sortent les animaux.
Le docteur Bushwell avoue alors avoir perdu la raison et décide d'offrir à chacun des diamants en guise de pot-de-vin pour éviter d'être dénoncée. Toute la famille, sauf Lisa, accepte. Sur le vol du retour, ils découvrent que leur guide Kitenge est devenu président de Tanzanie, tandis que Muntu, l'ancien président, est devenu steward dans leur avion.